# 秋山仁の算数ぎらい大集合
『秋山仁の算数ぎらい大集合』（あきやまじんのさんすうぎらいだいしゅうごう）は、1994年7月25日から同年8月6日までNHK教育テレビジョンで放送されたテレビ番組。

## 概要
1994年度の『夏のテレビクラブ』で放送された小学校3年生・4年生向けの算数教育番組。小数や分数をテーマに、子供たちと秋山仁扮する「算数仮面」がゲーム感覚で問題に挑戦していた。

## 放送時間
- 月曜日 - 土曜日 10:45 - 11:00

## 出演者
- 秋山仁 - 算数仮面役で出演。
- 早坂好恵

## 放送リスト
| 回 | タイトル                    | 初回放送日    |
| -- | --------------------------- | ------------- |
| 1  | 数あてマジックカード        | 1994年7月25日 |
| 2  | 数からできるふしぎな三角形  | 1994年7月26日 |
| 3  | 数1001にひめられたなぞ      | 1994年7月27日 |
| 4  | タイルで遊ぼう              | 1994年7月28日 |
| 5  | どこから見ても和は同じ      | 1994年7月29日 |
| 6  | 算数マジックの達人になろう! | 1994年7月30日 |
| 7  | 何頭のやぎがかえるかな?     | 1994年8月1日  |
| 8  | 世界一周の旅に出よう!       | 1994年8月2日  |
| 9  | ぼう1回転の面積は?          | 1994年8月3日  |
| 10 | 工夫が大切                  | 1994年8月4日  |
| 11 | 算数ゲーム必勝法            | 1994年8月5日  |
| 12 | 算数大サーカス              | 1994年8月6日  |